# 玉川 (小国町)
玉川（たまがわ）は、山形県西置賜郡小国町を流れる荒川水系の河川。

## 地理
福島県喜多方市山都町一ノ木の飯豊山に源を発し北に流れ、山形県西置賜郡小国町大字玉川と小国町大字小国小坂町の境界で荒川に合流する。

## 流域の自治体
福島県
喜多方市
山形県
西置賜郡小国町

## 利用
春から初夏にかけ、飯豊山からの融雪水で水量が増す。これに目をつけた黒井忠寄により玉川上流から白川へ通水をする飯豊山穴堰が計画され、文政元年（1818年）に完成した。
なお、小国町小玉川地区の梅花皮荘の対岸にある岸壁は1992年のべにばな国体で山岳競技会場となり、関係者の間で「梅花皮岩（かいらぎいわ）」と呼ばれている。